# Schloss Trockau

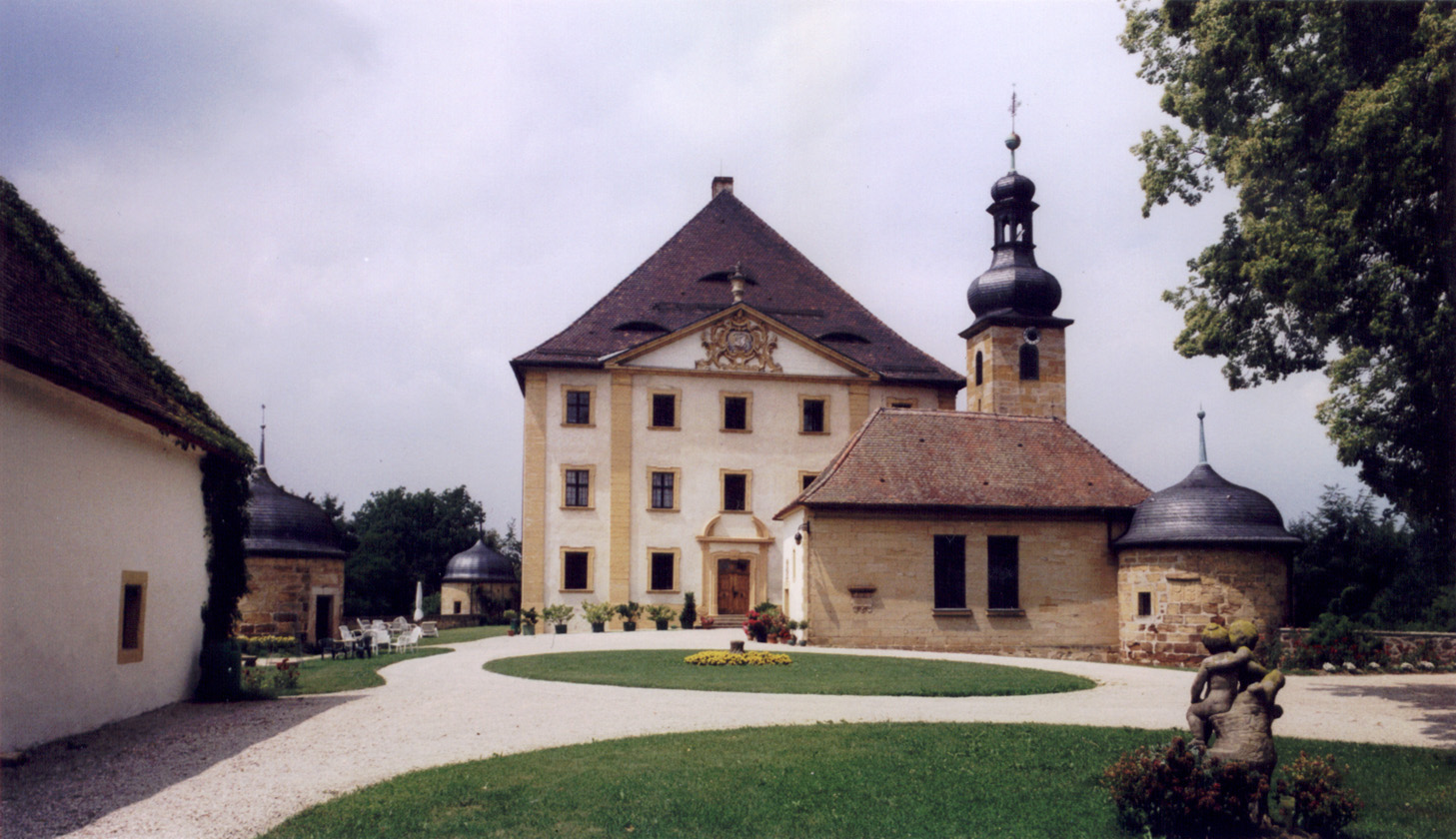
Ansicht der Ostseite des Schlosses (2003)

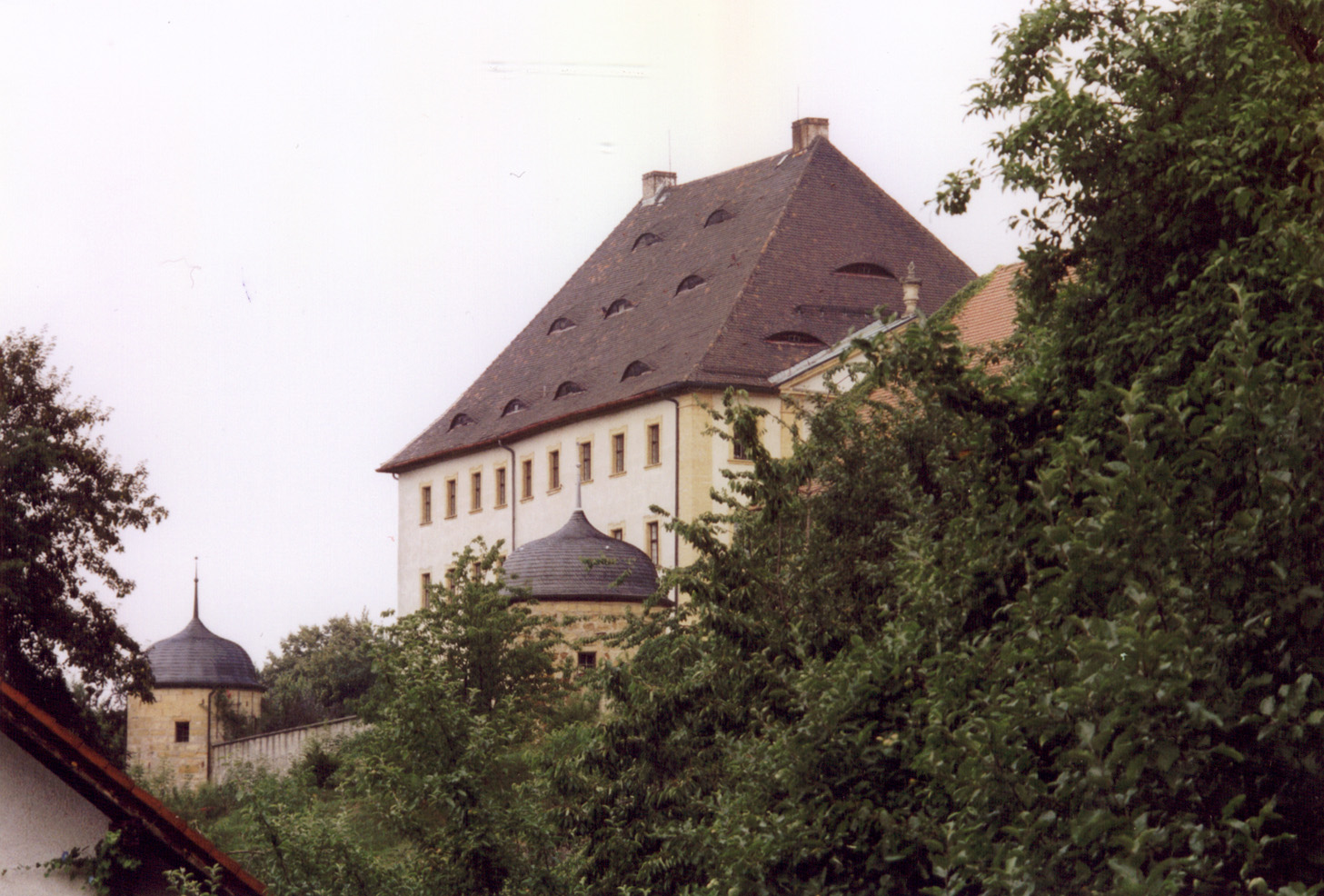
Südseite (2003)

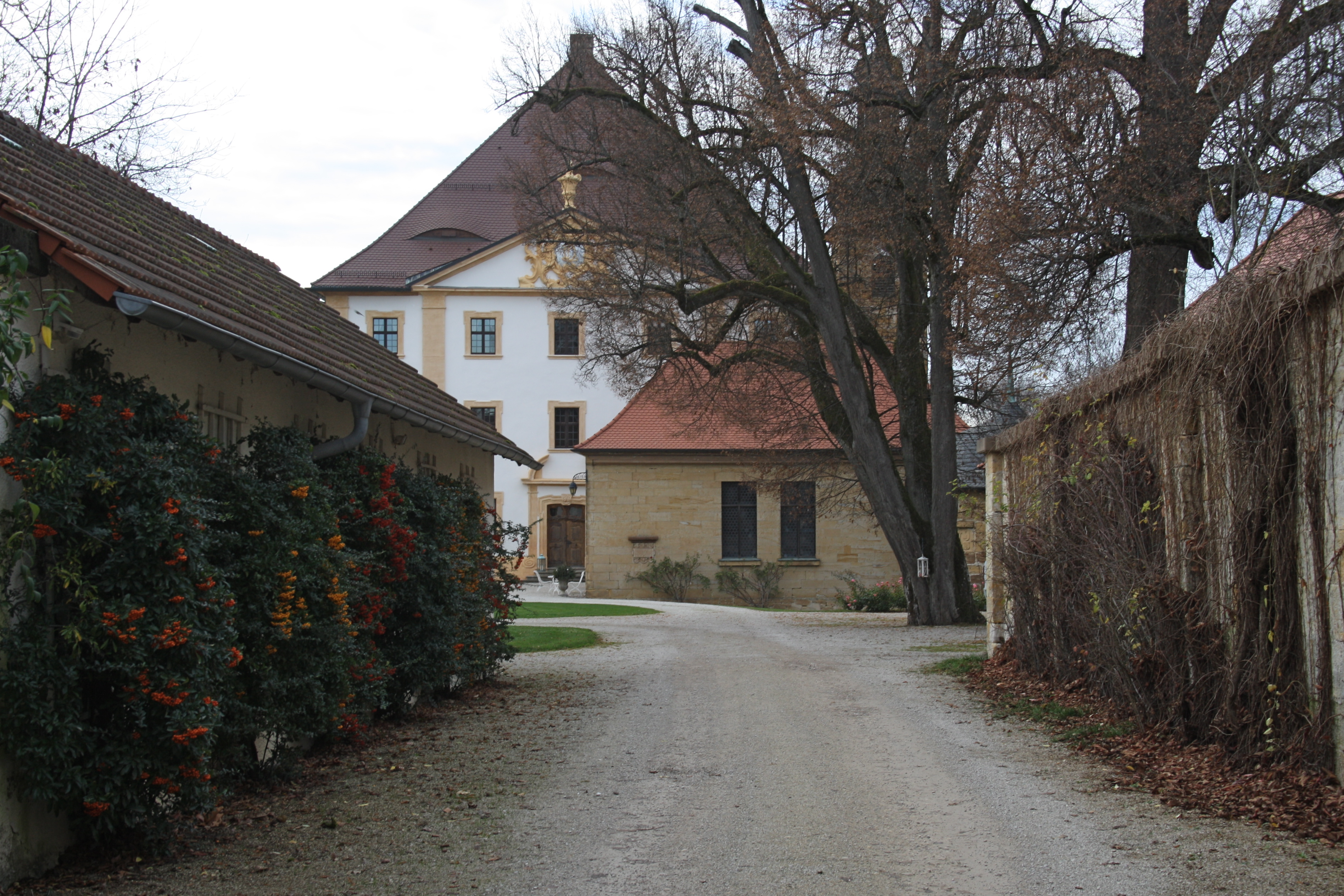
Zufahrt

Schloss Trockau ist eine Schlossanlage am westlichen Rand von Trockau, einem Stadtteil von Pegnitz im oberfränkischen Landkreis Bayreuth.
Das dreigeschossige Gebäude aus der zweiten Hälfte des 18. Jahrhunderts hat einen Grundriss in Form eines unregelmäßigen Vierecks und geht auf eine Burg des 13. Jahrhunderts zurück.

## Geschichte
Die Herren von Trockau wurden urkundlich erstmals 1273 erwähnt. Obwohl die Burg der Herren von Trockau urkundlich erst 1316 genannt wurde, dürfte sie bereits zum Zeitpunkt der erstmaligen Nennung der Herren von Trockau existiert haben. Ende des 13. Jahrhunderts bzw. Anfang des 14. Jahrhunderts kam die Burg – wohl durch Heirat – an die Herren Groß von Trockau. Diese traten 1307 in den Dienst Konrads von Schlüsselberg.
Spätestens ab 1390 war die Burg ein Lehen der Landgrafen von Leuchtenberg. Im Fürstenkrieg, in dem die Landgrafen von Leuchtenberg auf der Seite Herzogs Ludwig von Bayern gegen den Markgrafen von Bayreuth kämpften, wurde die Burg 1460/1462 zerstört. Eine weitere Zerstörung erfolgte 1525 im Bauernkrieg. Notdürftig wiederhergestellt, wurde die Burg im Dreißigjährigen Krieg 1632 erneut zerstört.
Anstelle der mittelalterlichen Burg ließ Karl Ludwig Kasimir Wilhelm Groß von und zu Trockau, Kohlstein und Tüchersfeld zwischen 1769 und 1779 das heutige Schloss errichten. Das Schloss ist noch im Besitz dieser Familie.

## Friedhof
Die verstorbenen Familienmitglieder des Hauses Groß von Trockau wurden früher in der Schlosskapelle, in Würzburg oder an anderen Orten bestattet. Am 16. Juni 2007 wurde im Zuge des Flurumganges, der den Gelöbnistag Hagelfeier abschloss, ein eigener Familienfriedhof auf dem Schlossgelände eingeweiht.